# ケプラー1229
ケプラー1229とは、地球からはくちょう座の方向に約870光年 (270 pc)離れた位置に存在する赤色矮星である。2016年に発見されたハビタブルゾーンに存在する太陽系外惑星（スーパー・アース）であるケプラー1229bが周囲を公転していることが知られている。

## 命名法と歴史

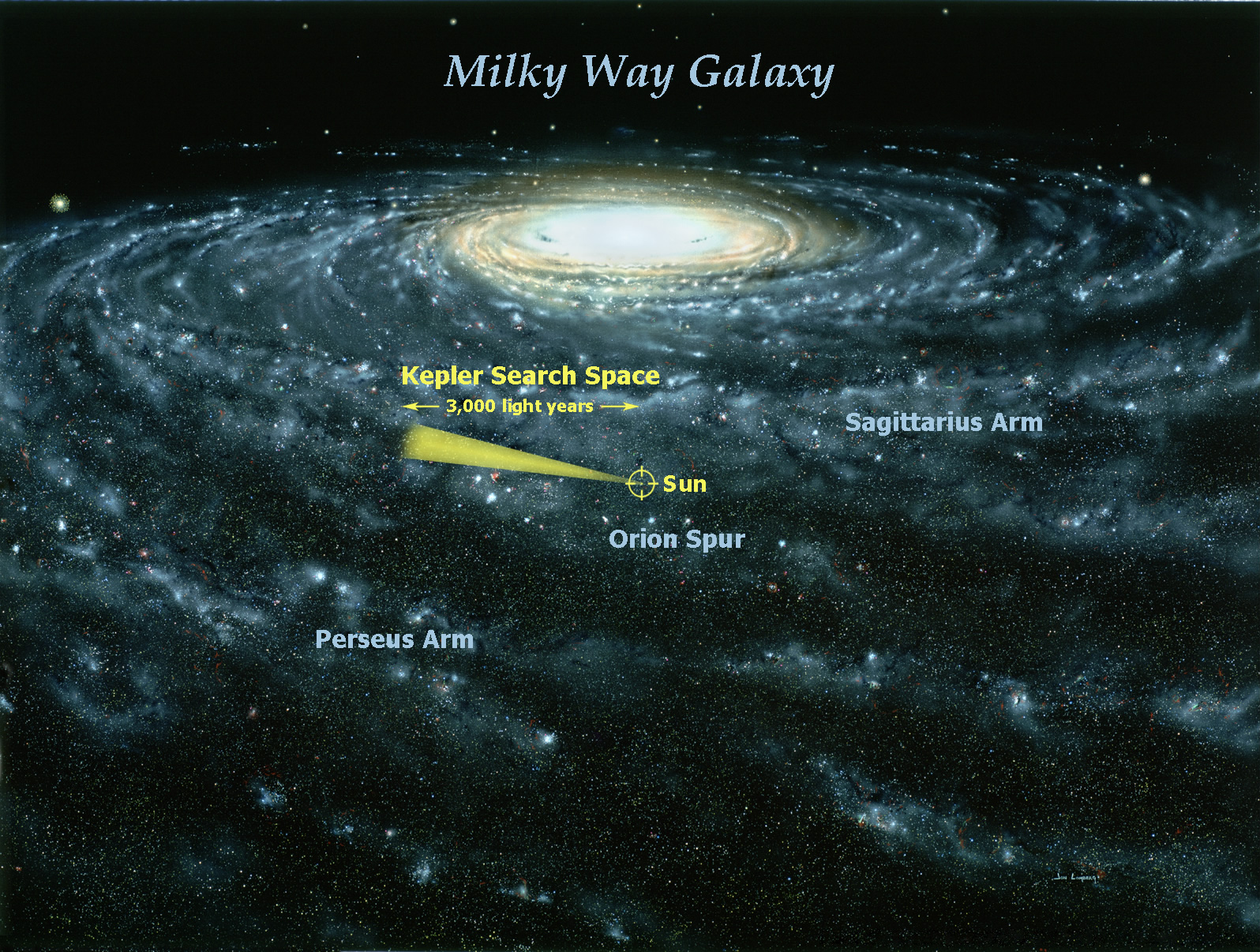
銀河系の中でケプラー宇宙望遠鏡が観測する領域

ケプラー宇宙望遠鏡による観測の前に、ケプラー1229は2MASSカタログ番号の2MASS J19495680+4659481が指定されていた。Kepler Input Catalogでは、KIC 10027247として記載されており、トランジットを起こす惑星候補が存在する可能性が示されたときにKepler object of interest番号のKOI-2418が与えられた。
惑星候補はNASAのケプラーミッションによってこの恒星の周囲に検出された。このミッションは、恒星の前面を通過する惑星を発見することを主な任務としている。ケプラーが使用するトランジット法では、恒星の減光を検出する。これらの減光は、軌道が地球から見て恒星の前面を通過する惑星として解釈できるが、他の現象が原因である可能性もあるため、惑星候補という用語が使用される。
発見論文の受理に続いて、ケプラーチームはケプラー1229という追加の名称を与えた。これは、ケプラー宇宙望遠鏡によって発見された太陽系外惑星に名前を付けるための通常の手順である。したがって、これは恒星とその惑星を指すために一般の人々が使用する名称である。
ケプラーミッションによって観測された恒星に関連する候補惑星には、発見された順に恒星の名称の後に「.01」などの指定が割り当てられる。惑星候補が同時に検出された場合、公転周期が最短から最長までに従って順番に指定される。これらの規則に従って、86.829日の公転周期を持つ1つの候補惑星のみが検出された。
惑星の指定bは、発見の順序に由来する。bの指定は、与えられた恒星の周囲を公転する最初の惑星に与えられ、その後にアルファベットの他の小文字が続く。ケプラー1229の場合、惑星は現時点で1つしかないため、bのみが使用される。ケプラー1229という名称は、この恒星が周囲を公転する惑星を確認したためにケプラーによって発見されカタログ化された1229番目の恒星であるという事実に直接由来している。

## 特徴
ケプラー1229は赤色矮星で、太陽質量の約54%、太陽半径の約51%である。温度は約3784ケルビンで、年齢はおよそ37億2000万年とされている。それに比べて、太陽の年齢は約46億年であり、温度は約5778ケルビンである。
恒星は金属がわずかに少なく、金属量（[Fe/H]）は約-0.06で、太陽に含まれている鉄やその他の重金属の量の約87%である。光度はケプラー1229のような恒星では低く、太陽光度の約4.8%である。
恒星の見かけの等級、つまり地球の視点から見たときの明るさは15.474である。したがって、肉眼で観測することはできない。

## 惑星系
| 名称 （恒星に近い順） | 質量    | 軌道長半径 （天文単位） | 公転周期 (日) | 軌道離心率 | 軌道傾斜角 | 半径               |
| --------------------- | ------- | ----------------------- | ------------- | ---------- | ---------- | ------------------ |
| b                     | ~2.7 M⊕ | 0.2896                  | 86.829        | —          | ~89.5°     | 1.40+0.11 −0.13 R⊕ |

唯一の既知の惑星ケプラー1229bはトランジットを起こす。これは地球の視点から見たときに惑星の軌道が恒星の前を横切っているように見えることを意味する。地球の視線に対するその傾き、またはそれが視線の平面のどれだけ上または下にあるかは、1度未満しか変化しない。このことから、惑星のトランジットを観測することにより、惑星の公転周期と相対的な直径（主星と比較して）を直接測定できる。
ケプラー1229bは、地球半径の約1.4倍のスーパー・アースで、おそらく岩石惑星であり、ハビタブルゾーン内を公転している。恒星フラックス、半径、および平衡温度の点で、ケプラー1229bは潜在的に居住可能な太陽系外惑星であるケプラー62fに類似している。